# 褚晏妃
褚晏妃（？—1553年），亦作妟妃、安妃，名失考，錦衣衛親軍指揮使司衣後所帶俸副千戶褚江之女，明朝明世宗朱厚熜之妃。

## 生平
褚氏的出生時間無考。嘉靖二十六年二月十九日，嘉靖帝對內閣下達諭旨，稱服侍中宮皇后的宮女人數太少，雖然已有近千名宮女，但中宮及妃嬪位下的宮女仍然不足，且宮女中多有年老或患病者。而且，將來兩位皇子、四位公主出府時，按照祖制，親王需用三十餘人，公主需用二十餘人，若然不提前數年準備及進行教導，則無法應付所需。因此，禮部上奏請嘉靖帝下詔派遣官員，以在京畿地區內選取三百名十一歲以上、十四歲以下的女子。同年三月十三日，褚氏被選入內庭。嘉靖三十二年（1553年）七月十六日，「未封妃褚氏」薨逝，喪禮依照睦妃何氏之例辦理，並賜號曰晏（亦作「妟」、「安」）。同年十二月十一日，給錦衣衛帶俸副千戶褚晏妃之父褚江、張常妃之侄子張子成各房價銀一千二百兩。根據《太常續考》的記載，褚晏妃與包宜妃、陳靜妃、何睦妃、王麗妃、張常妃、王莊妃、高和妃、彭安妃於金山合葬同一墓，葬地位於金山紅石口。
晏妃父親錦衣衛親軍指揮使司衣後所帶俸副千戶禇江，曾在奏摺中提及其女在嘉靖二十六年三月十三日，「選入內庭，恭侍天顔有年」，其後「以疾薨，蒙恩追封晏妃」，其妻李氏係晏妃之母，在嘉靖三十六年正月二十四日病故，並於嘉靖三十七年三月初三日贈為宜人。禇江表示自己「素寒微」，原無塋地，見到妻子停喪在家日久，屍棺暴露，缺乏殯葬，希望可以按照先年皇親千戶杜林之妻白氏、任惠之妻王氏、王欒之妻李氏病故後蒙聖恩各給祭葬喪費之例，賜給祭葬喪費。最終，晏妃之母李氏照宜妃母親蔣氏之例，「與祭一壇」。